# Bryum hochreutineri
Bryum hochreutineri är en bladmossart som beskrevs av Jules Cardot 1912. Bryum hochreutineri ingår i släktet bryummossor, och familjen Bryaceae. Inga underarter finns listade i Catalogue of Life.